# Anka Zupanc
Ana Pavlović Zupanc, slovenska filmska igralka, * 1943.
V drugi polovici šestdesetih in sedemdesetih letih je igrala v več filmih jugoslovanske produkcije, tudi filmu Sutjeska iz leta 1973 ter slovenskih Po isti poti se ne vračaj, Amandus in Zgodba, ki je ni.

## Filmografija
- Lude godine (1977, celovečerni igrani film)
- Zive veze (1975, celovečerni igrani TV film)
- Bombasi (1973, celovečerni igrani film)
- So (1973, celovečerni igrani film)
- Sutjeska (1973, celovečerni igrani film)
- La kermesse des brigands (1968, TV serija)
- Lelejska gora (1968, celovečerni igrani film)
- Diverzanti (1967, celovečerni igrani film)
- Praznik (1967, celovečerni igrani film)
- Zgodba, ki je ni (1967, celovečerni igrani film)
- Amandus (1966, celovečerni igrani film)
- Po isti poti se ne vračaj (1965, celovečerni igrani film)